# Далибалтаян, Гурген Арутюнович
Гурген Арутюнович Далибалтаян  (арм. Գուրգեն Հարությունի Դալիբալթայան; 5 июня 1926, село Большой Арагял (сегодняшний район Ниноцминда), Грузинская ССР, ЗСФСР, СССР — 1 сентября 2015, Ереван, Армения) — советский и армянский военный деятель, Национальный Герой Армении (2021, посмертно), генерал-полковник национальной армии Армении.

## Образование
- 1934—1944 — средняя школа села Гореловка Грузинской ССР
- 1944—1947 — Махачкалинское, а с 1945 г. — Тбилисское пехотное училище
- 1958—1961 — Военная Академия им. М. В. Фрунзе
- 1969 — Высшие академические курсы командного состава при Военной академии им. М. В. Фрунзе
- 1976 — слушатель Высших Академических курсов командного состава при Академии Генерального штаба СССР
- 1978 — слушатель Высших Академических курсов «Строительство и управление Вооруженными Силами» при Академии Генерального штаба СССР

## Биография
- 1947—1951 — командир взвода 526-го отдельного полка 89-й стрелковой Таманской Краснознамённой ордена Красной Звезды дивизии ЗакВО, г. Эчмиадзин
- 1951—1956 — командир учебной роты того же полка
- 1956—1957 — командир роты 34-го стрелкового полка 73-й мех.дивизии ЗакВО, г. Ереван
- 1957—1958 — начальник штаба батальона 34-го стрелкового полка 73-й мех.дивизии ЗакВО, г. Ереван
- 1961—1963 — командир батальона,135-го полка 295-й мотострелковой дивизии ЗакВО, г. Перекишкюль, Аз. ССР
- 1963—1965 — заместитель командира полка 60-й мотострелковой дивизии ЗакВО, г. Пришиб, Аз. ССР
- 1965—1967 — командир полка 60-й мотострелковой дивизии ЗакВО, г. Пришиб, Аз. ССР
- 1967—1969 — заместитель командира 23-й гвардейской мотострелковой дивизии ЗакВО, г. Кировабад, Аз. ССР
- 1969—1975 — командир 242-й мотострелковой дивизии Сибирского военного округа, г. Абакан
- 1975—1980 — первый заместитель начальника штаба Южной Группы войск (ЮГВ), г. Будапешт
- 1980—1987 — заместитель командующего войсками Северо-Кавказского военного округа по боевой подготовке, г. Ростов-на-Дону
- 1987—1991 — в запасе ВС СССР
- 1991—1991 — начальник Главного Штаба комитета обороны при Совете Министров РА
- 1991—1993 — начальник Главного Штаба ВС РА — первый заместитель Министра обороны РА.
- 1993—2008 — советник президента РА, главный военный инспектор.
- 2008—2015 — Главный советник Министра обороны Армении.
- 1 сентября 2015 скончался
- 3 сентября 2015 похоронен на военно-мемориальном кладбище Ераблур[1].

## Первая карабахская война
В 1991-1994 годах участвовал в Первой карабахской войне, руководил боевыми действиями по взятию города Ходжалы. Под его руководством разрабатывалась операция по занятию Шуши, открытию коридора через Лачин, боевые действия по нейтрализации огневых точек Кельбаджара.

## Присвоение воинских званий
- 28.09.1947 — лейтенант
- 17.02.1951 — старший лейтенант
- 28.08.1954 — капитан
- 10.12.1958 — майор
- 10.04.1963 — подполковник
- 02.08.1968 — полковник
- 22.12.1971 — генерал-майор
- 29.05.1992 — генерал-лейтенант
- 04.06.1996 — генерал-полковник

## Награды
- Национальный герой Армении с присвоением ордена Отечества (27.01.2021, посмертно),
- Орден Красного Знамени (31.10.1967);
- Орден Красной Звезды (21.02.1974);
- Орден «За службу Родине в Вооружённых Силах СССР» 3-й степени;
- Боевой крест Республики Армения 1-й степени (1998);
- Боевой крест непризнанной Нагорно-Карабахской Республики 1-й степени (2000);
- Орден Нерсеса Шнорали.

Также награждён 33 медалями, 6 из которых — иностранных государств. Почётный гражданин Еревана (2001).

## Память
В 2006 году генералу установили памятник в армянонаселённом Ахалкалакском районе Грузии (регион Самцхе-Джавахети).

## Семья
Жена — Далибалтаян (Хачатурян), Шушаник Зурабовна (род. 23.04.1929).
Дети: дочь — Вардуи (род. 27.04.1952), сын — Вараздат (род. 05.09.1954).